# غسان القرشي
غسان محمد سرحان القرشي لاعب كرة قدم سعودي ، في مركز قلب دفاع يلعب في نادي وج .

## مسيرة اللاعب
لعب في نادي منيف ونادي الدرع ونادي وج ونادي الوشم.